# ビジナ・イヴァニシヴィリ
ビジナ・イヴァニシヴィリ（グルジア語:ბიძინა ივანიშვილი、1956年2月18日 - ）は、ジョージアの政治家、実業家。2012年から翌年にかけて、ジョージア首相を務めた。2025年現在は公職にはついていないものの、同国において実質的な権力を握っているとされる。

## 来歴

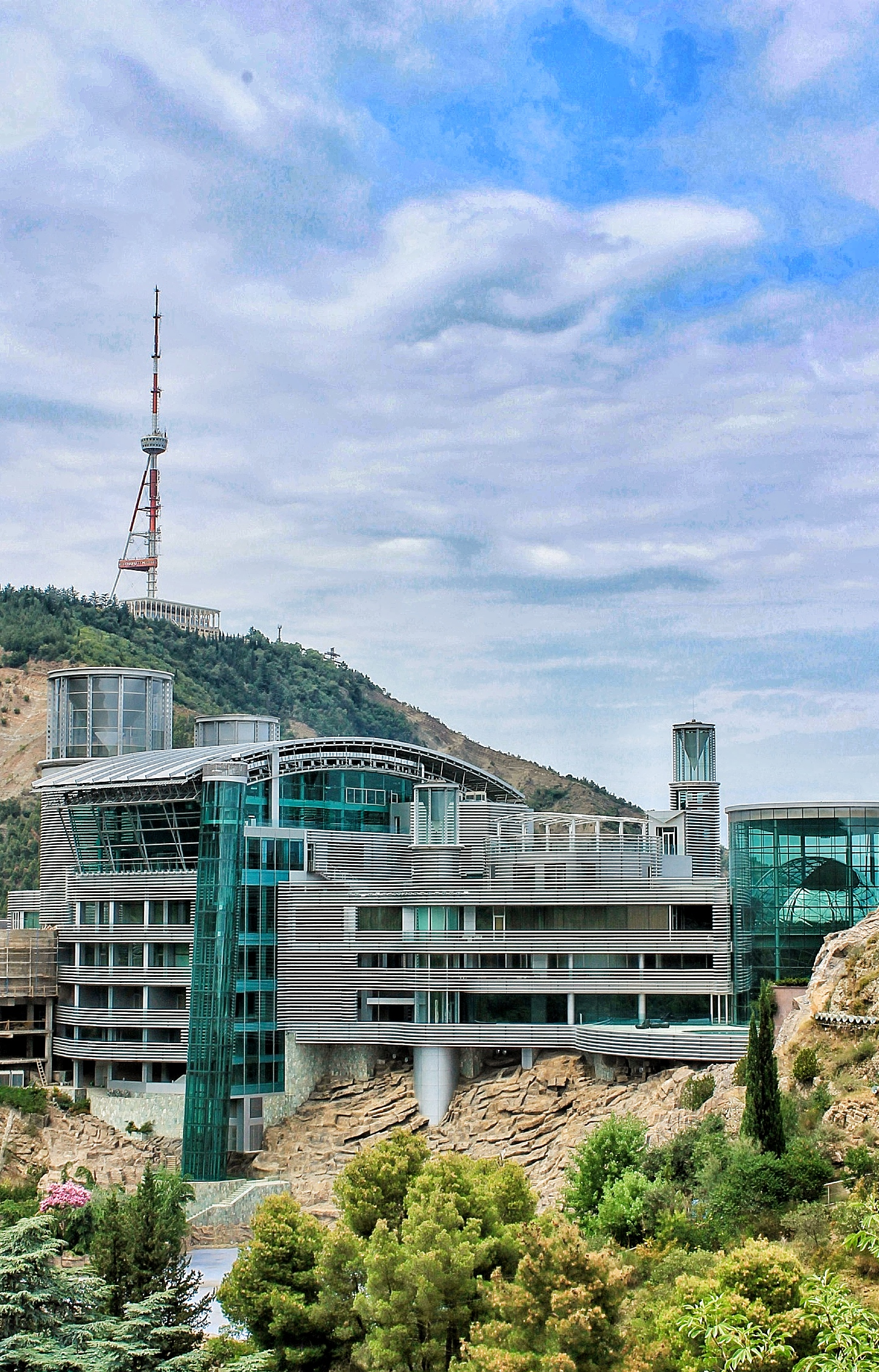
イヴァニシヴィリのビジネス・センター。この建物の設計は日本の建築家である高松伸が行った（トビリシ）

ソビエト連邦時代に、グルジア国内のチョービラという村で、貧しい一家の5人兄弟の末っ子として生まれる。父親はマンガン工場で働いていた。
高校卒業後、トビリシ国立大学へ進学。工学と経済学を学び、卒業する。1982年にはモスクワのモスクワ鉄道工学国立大学にて経済学のPh.Dを取得した。
1990年にユダヤ系ロシア人の実業家であるヴィタリー・マルキンと出会い、共同でコンピュータの販売やプッシュ式電話機の輸入事業を行うようになり、本格的にビジネスマンとして活動を始める。後にイヴァニシヴィリは金属に関係する事業と銀行業で大成功をおさめ、ソビエト連邦の崩壊以降の混乱期において有力なオリガルヒの一人となる。
その後も実業家としてロシアやグルジアで活躍するも、2012年にグルジア政界へ活動の場を移す。
2012年4月、イヴァニシヴィリはグルジアでサアカシュヴィリ政権に対抗するための政党「グルジアの夢＝民主グルジア」を結党。同年10月1日の総選挙で第一党の地位を獲得。親サアカシュヴィリ派政権を内閣総辞職に追い込み、イヴァニシヴィリは首相となった。2013年の大統領選後、長年の盟友であったイラクリ・ガリバシヴィリを後継者として政府と党における役職を自発的に辞職した。
アメリカ国務省は2024年12月27日、イヴァニシヴィリが欧州連合(EU)への加盟を主張する国民を弾圧し、ロシアを利して民主主義の未来を損なっているとして経済制裁を実施すると発表。

## 政治姿勢
南オセチア紛争以降、国交断絶状態が続いているロシア連邦との関係改善に意欲を見せている。また、サアカシュヴィリ政権下での国民に対する人権侵害や、南オセチア紛争の開戦の経緯についての徹底した真相究明に取り組む姿勢を見せている。